# FLIP FLOP & FLY
「FLIP FLOP & FLY」（フリップ・フロップ・アンド・フライ）は、1986年6月21日に、日本コロムビアからリリースされた山下久美子の13枚目のシングル。

## 作品概要
前作「星になった嘘」から、約8か月ぶりで、初の12インチシングルで発売。
「FLIP FLOP & FLY」は、山下のシングルとしては初めて作曲とアレンジャーに、当時BOØWYとして活動していた布袋寅泰を起用した。スタジオ・アルバム未収録で、1986年に発売されたベスト・アルバム『re-SWEETS LOVE SONG COLLECTION』にて初収録され、1988年に発売されたベスト・アルバム『three into one』にてリミックスを施された上で収録された。
B面の「Living Together」は1985年に発売されたアルバム『BLONDE』収録されている楽曲のライヴバージョンで、1993年に発売されたCD-BOX『Kumiko yamashita box 1980-1989 COMPILATION 8CD BOX』で初めてCD化された。

## 収録曲
| #         | タイトル                           | 作詞       | 作曲      | 編曲      | 時間  |
| --------- | ---------------------------------- | ---------- | --------- | --------- | ----- |
| 1.        | 「FLIP FLOP & FLY」                | 山下久美子 | 布袋寅泰  | 布袋寅泰  | 6:11  |
| 2.        | 「Living Together (Live Version)」 | 川村真澄   | 村松邦男  | 吉田建    | 7:23  |
| 合計時間: | 合計時間:                          | 合計時間:  | 合計時間: | 合計時間: | 13:34 |

## 参加ミュージシャン
| FLIP FLOP & FLY - Guitar：布袋寅泰 - Keyboards：佐久間正英 - Bass：浅田孟 - Drums：そうる透 - Violin：中西俊博 - Chorus：布袋寅泰 | Living Together (Live Version) - Guitar：横内健亨 - Bass：吉田建 - Keyboards：矢代恒彦 - Drums：柴田英貴 |